# Hej, sokoly!
Hej, sokoly (polsky Hej, sokoły, Na zielonej Ukrainie, Żal za Ukrainą, ukrajinsky Гей, соколи) je tradiční polsko-ukrajinská píseň.
Jejím autorem je Maciej Kamieński (také Matej Kamenický), polský hudební skladatel slovenského původu (1734-1821), autor první polské opery. Autor textu není znám, pravděpodobně jeden z polských básníků z konce 18. století (nebyl to Tomasz Padura, jak se kdysi mylně věřilo). Na začátku 20. století si ji oblíbili polští skauti a vojáci. Píseň byla šířena na Ukrajině polskými vojáky během polsko-sovětské války v roce 1920. V překladu z polštiny do ukrajinštiny byla zpívána jako „ukrajinská lidová píseň“.
I přes to, že je píseň stará asi 200 let, se dnes těší v Polsku i na Ukrajině velké oblibě a je označována za hit léta 2017; na internetu má píseň několik milionů zhlédnutí. Vznikla i slovenská verze, která zazněla ve filmu Čiara, zde je však text značně pozměněn. Rádio Expres (nejposlouchanější rádio na Slovensku) zařadilo slovenskou verzi v žebříčku nejpopulárnějších hitů na Slovensku v roce 2017 na první místo.
Přibližně od roku 2015 až do současnosti je na Slovensku i v zemích s ním sousedících bezkonkurenčně nejznámější a nejpopulárnější polsky zpívaná verze této písně vytvořená hudební skupinou Kollárovci, jejíž členové, bratři Kollárovci, pocházejí z blízkého okolí Staré L'ubovně. 
Českou verzi (text Jan Filip) nabídla folková skupina Kantoři na svém 13. řadovém albu (2018), jemuž dala píseň Hej, sokoli! i název.
Nejnovější českou adaptací (2020) je čtyřjazyčná verze multižánrové skupiny Nahoře (česká část textu Filip Šinkner).

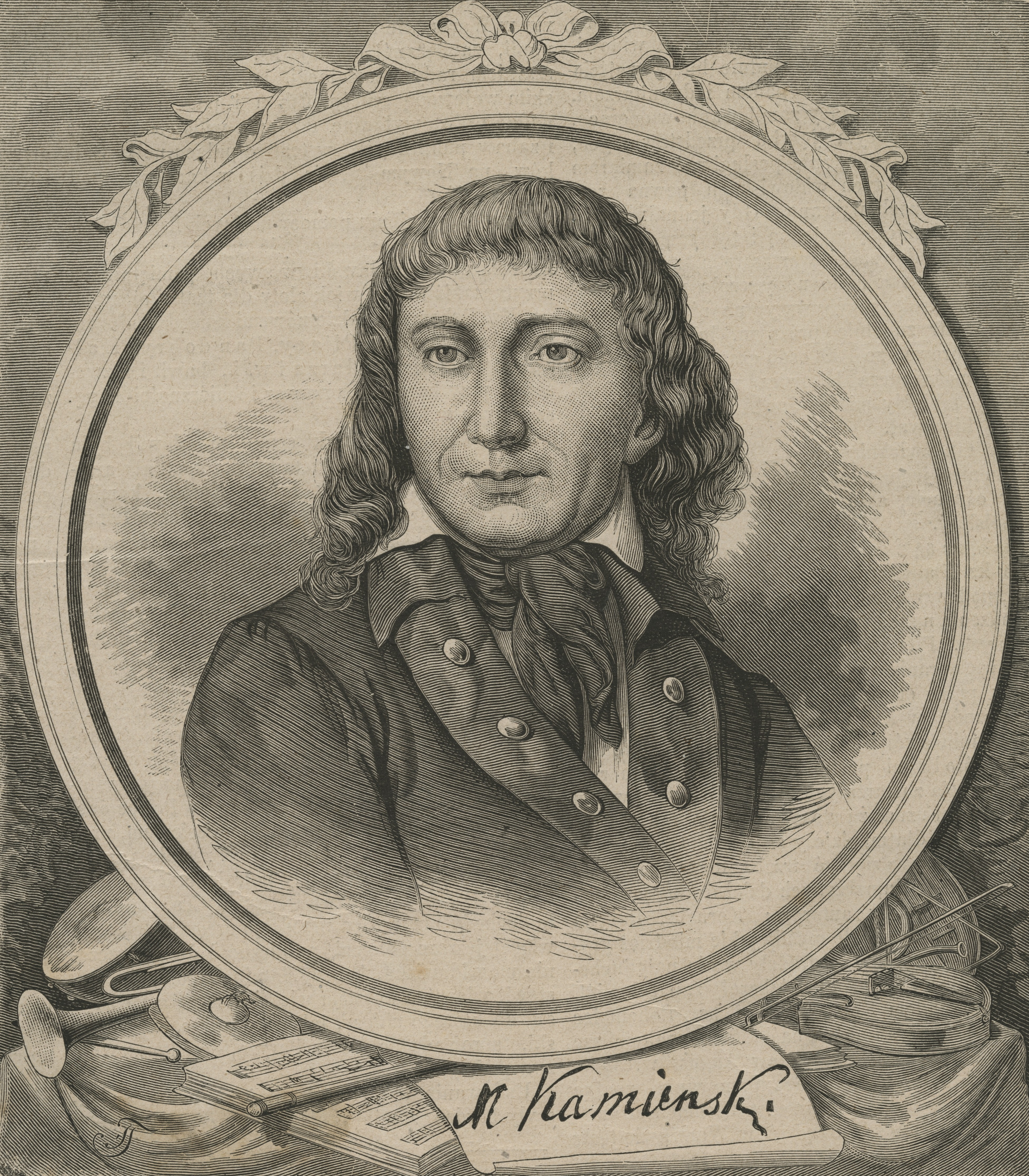
Maciej Kamieński (také Matej Kamenický), polský hudební skladatel slovenského původu (1734-1821), autor písně

## Text
| Hej, sokoły! 1. Hej, tam gdzieś znad czarnej wody Siada na koń kozak młody. Czule żegna się z dziewczyną, Jeszcze czulej z Ukrainą. Refrén: Hej, hej, hej sokoły! Omijajcie góry, lasy, (pola), doły. Dzwoń, dzwoń, dzwoń dzwoneczku, Mój stepowy skowroneczku. Hej, hej, hej sokoły Omijajcie góry, lasy, rzeki, (pola), doły. Dzwoń, dzwoń, dzwoń dzwoneczku, Mój stepowy dzwoń, dzwoń, dzwoń. 2. Wiele dziewcząt jest na świecie, Lecz najwięcej w Ukrainie. Tam me serce pozostało, Przy kochanej mej dziewczynie. Ref: Hej, hej, hej sokoły... 3. Ona biedna tam została, Przepióreczka moja mała, A ja tutaj w obcej stronie Dniem i nocą tęsknię do niej. Ref: Hej, hej, hej sokoły... 4. Żal, żal za dziewczyną, Za zieloną Ukrainą, Żal, żal serce płacze, Już jej więcej nie zobaczę. Ref: Hej, hej, hej sokoły... 5. Wina, wina, wina dajcie, A jak umrę pochowajcie Na zielonej Ukrainie Przy kochanej mej dziewczynie. Ref: Hej, hej, hej sokoły... | Hej, sokoli! 1. Hej, tam kdes' u černé vody sedlá koně kozák mladý, těžce loučí se s dívčinou, ještě tíže s Ukrajinou. Refrén: Hej, hej, hej sokoli! Oblétejte hory, lesy, (pole), doly. Pěj, pěj, pěj písničku, můj švarný ty sokolíčku. Hej, hej, hej sokoli! Oblétejte hory, lesy, řeky, (pole), doly. Pěj, pěj, pěj písničku, můj sokole, pěj, pěj, pěj 2. Tolik děvčat je na světě, ještě víc na Ukrajině. Tam mé srdce pozůstalo, při rozkošné mé dívčině. Ref: Hej, hej, hej sokoli... 3. Ona bídna tam zůstala, holubička moje malá, a já tady, v cizím kraji, dnem i nocí myslím na ni. Ref: Hej, hej, hej sokoli... 4. Žal, žal za dívčinu, za malebnou Ukrajinu! Žal, žal, srdce bolí, již se více nesetkají. Ref: Hej, hej, hej sokoli... 5. Víno, víno, víno dejte, a až umřu, pochovejte v milované Ukrajině, při rozkošné mé dívčině. Ref: Hej, hej, hej sokoli... | Hej, sokoly! 1. V dobrom aj v zlom budeš moja, rany tie sa s tebou zhoja. Keď je slnko, keď je zima, ty si moja domovina. Refrén: Hej, hej, hej, hej, sokoly, z výšky hľadia na to všetko, čo nás bolí. Zvoň, zvoň, zvoň nad krajinou, rozliehaj sa letom, zimou. Hej, hej, hej, hej, sokoly, z výšky hľadia na to všetko, čo nás bolí. Zvoň, zvoň, zvoň nad krajinou, rozliehaj sa, zvoň, zvoň, zvoň! 2. Láska moja, kraj môj drahý, tu sme boli chlapci malí. Raz ma nájdeš pod tou hlinou, letia vtáci nad krajinou. Ref:Hej, hej, hej, hej, sokoly... pozn. jako třetí sloka bývá zpívána první sloka ukrajinsky | Гей, соколи! 1. Гей, там десь над чорними водами, сіда на коня козак молодий, ніжно прощається він із дівчиною, іще ніжніше із Україною. Refrén: Гей, гей, гей соколи! Облітайте гори, ліси, доли, дзвін, дзвін, дзвін дзвіночку, Мій степовий жайвороночку. Гей, гей, гей соколи, Облітайте гори, ліси, доли, Дзвони, дзвони, дзвони дзвіночку, Мій степовий дзвін, дзвін, дзвін! 2. Багато дівчат є на світі, Лиш найкращі в Україні. Там моє сердце зосталось, При коханій моїй дівчині. Ref: Гей, гей, гей соколи... 3. Вона бідна там лишилась, Перепілочка моя мала, А я тут в чужій стороні, Вдень і вночі сумую за нею. Ref: Гей, гей, гей соколи... 4. Жаль, жаль за дівчиною, За зеленою Україною, Жаль, жаль серце плаче, Вже її більше я не побачу. Ref: Гей, гей, гей соколи... 5. Вина, вина, вина дайте, А як умру, то поховайте На зеленій Україні При коханій моїй дівчині. Ref: Гей, гей, гей соколи... |

pozn.: pořadí jednotlivých slok může být někdy změněno, první sloka však zpravidla zůstává první